# Ури, Брендон
Бре́ндон Бойд У́ри (англ. Brendon Boyd Urie; род. 12 апреля 1987, Сент-Джордж, Юта, США) — американский певец, автор песен и музыкант, наиболее известный как вокалист группы Panic! At the Disco.

## Ранние годы
Ури родился в городе Сент-Джордж, штат Юта. Его семья переехала в Лас-Вегас, когда Брендону было два года. Он пятый и самый младший ребёнок в семье Грейс и Бойда Ури, и имеет гавайские корни со стороны матери. Он вырос в семье мормонов, но оставил веру, когда ему было около 17 лет. Ури посещал старшую школу «Пало-Верде», где познакомился с экс-участником Panic! At the Disco Брентом Уилсоном, с которым ходил в класс гитары. Уилсон попросил Ури присоединиться к группе, поскольку на тот момент им был нужен гитарист на замену.
Ури описал себя как «кретина в старшей школе», объяснив тем, что в школе над ним издевался один и тот же ученик. Ури работал в ресторане «Tropical Smoothie Cafe», чтобы у группы была возможность платить за квартиру, которую они снимали для репетиций. В кафе Ури часто пел для посетителей. Он поясняет: «Я пел всё, что слушал на тот момент, но поступали и заказы. Помню как исполнял песни Scorpions, W.A.S.P. Хиты 80-х приносили неплохие чаевые. Это был довольно большой диапазон для выбора… Кому-то нравилось, кому-то не очень. Мне приходилось уважать интересы других, но было несколько людей, которые специально приходили, чтобы послушать как я пою за чаевые. Было весело».

## Карьера
Его музыкальная карьера началась, когда он встретил Брента Уилсона, с которым он учился в одном классе по гитаре. Уилсон попросил, чтобы Ури стал гитаристом группы Panic! At the Disco, поскольку они искали замену в это время. Сначала Ури не был лидирующим вокалистом; эта позиция принадлежала Райану Россу. Однако, когда группа услышала, как он пел вместо заболевшего Райана Росса, они были впечатлены его вокальными способностями и единодушно решили сделать его певцом.
После этого, Panic! At the Disco выпустила пять альбомов, где Ури был вокалистом. A Fever You Can't Sweat Out был выпущен в 2005 году , Pretty. Odd. — в 2008, в 2011 — Vices & Virtues, в 2013 — Too Weird To Live, Too Rare To Die!, а в 2016 Death of a Bachelor. В альбоме Pretty. Odd. Ури один написал и спел две песни: «I Have Friends in Holy Spaces», «Folkin' Around». В 2009 году он написал новый сингл «New Perspective», являющийся саундтреком к фильму «Тело Дженнифер».

## Другие проекты
Брендон Ури снимался и пел во многих клипах. Он и Патрик Стамп участвовали в песне группы The Cab «One of Those Nights», из дебютного альбома Whisper War.
Ури также участвовал в песнях группы Fall Out Boy. Его было слышно в композициях «What a Catch, Donnie», «20 Dollar Nose Bleed» «7 Minutes in Heaven», где он исполнял бэк-вокал. В качестве бэк-вокалиста его также можно услышать в композиции «Plans and Reveries» группы Black Gold.
В 2008, Ури участвовал в песне Coca-Cola Company «Open Happiness», написанной Бутчем Уокером. В клипе, который выпустили 16 июля 2009., Брендон Ури играет репортера.
Также в 2008 году принимал участие в записи альбома «Razia’s Shadow: A Musical» группы Forgive Durden, выступая в роли Паллиса — старшего брата главного героя. Вокал Ури использован в песнях «The Exit» и «The End and the Beginning».
Ури появлялся в клипах «A Little Less Sixteen Candles, a Little More Touch Me», «What a Catch, Donnie», «Young And Menace», «Uma Thurman» и «Headfirst Slide into Cooperstown on a Bad Bet» группы Fall Out Boy. Также он появился в клипе группы Gym Class Heroes «Clothes Off!!».
26 апреля 2019 года вышел совместный с Тейлор Свифт сингл «Me!».

## Личная жизнь
27 апреля 2013 года Ури женился на Саре Ожеховски, с которой обручился в 2011 году. В июле 2018 года Ури рассказал о своей пансексуальности: «Я женат на женщине, которую очень люблю, но я не против мужчин… Для меня в первую очередь важен сам человек».

## Влияния
Среди музыкантов, оказавших на него наибольшее влияние, Ури назвал Фрэнка Синатру, Queen и Дэвида Боуи.

## Дискография

### Синглы

#### В качестве приглашенного исполнителя
| «Love in the Middle of a Firefight» (Диллон Фрэнсис при участии Брендона Ури)            | 2014 | —  | 45 | — | —  | —  | —  | — | —  | — | | Money Sucks, Friends Rule |
| «Roses» (Бенни Бланко и Juice WRLD при участии Брендона Ури)                             | 2018 | 85 | —  | — | 58 | 81 | 38 | — | —  | — | - RIAA: золотой - MC: золотой                                                                            | Friends Keep Secrets      |
| «Me!» (Тейлор Свифт при участии Брендона Ури из Panic! at the Disco)                     | 2019 | 2  | 8  | 2 | 2  | 5  | 9  | 3 | 11 | 3 | - RIAA: платиновый - ARIA: платиновый - BPI: серебряный - MC: платиновый - RMNZ: золотой - ZPAV: золотой | Lover                     |
| «—» обозначает запись, которая не попала в чарт или не была выпущена на этой территории. |      |    |    |   |    |    |    |   |    |   | |                           |

### Промосинглы
| Название                                                     | Год  | Альбом             |
| ------------------------------------------------------------ | ---- | ------------------ |
| «Keep On Keeping On» (Трэви Маккой при участии Брендона Ури) | 2014 | Внеальбомный сингл |

### Гостевое участие
| Название       | Год  | Другие исполнители | Альбом              |
| -------------- | ---- | ------------------ | ------------------- |
| «Molly»        | 2015 | Lil Dicky          | Professional Rapper |
| «It Remembers» | 2016 | Every Time I Die   | Low Teens           |

### Комментарии
1. ↑  «Roses» не вошёл в чарт NZ Top 40 Singles, но достиг высшей позиции под номером 10 в чарте NZ Hot Singles.[26]
2. ↑  «Roses» не вошёл в чарт Swedish Singellista, но достиг высшей позиции под номером пять в чарте Swedish Heatseeker.[27]